# Сазонов, Николай Иванович
Николай Иванович Сазонов (17 [29] июня 1815 года, с. Гавриловское, Рязанская губерния — 5 [17] ноября 1862 года, Женева) — русский публицист, общественный деятель, дворянин. Публиковался под псевдонимами Карл Штахель и Феонатал.

## Биография
Николай Иванович родился в селе Гавриловское Спасского уезда Рязанской губернии.
С 1830 по 1834 год учился на физико-математическом факультет Московского университета и окончил его со степенью кандидата.
К. С. Аксаков, бывший в университете в это же самое время, в своих «Воспоминаниях студенчества» говорит, что Сазонов считался первым по успехам и слыл за человека очень умного, многосторонне образованного и чрезвычайно начитанного. Он свободно владел четырьмя языками, прекрасно знал иностранную литературу и всеобщую историю; занимался у историка М. Т. Каченовского.
Отличался некоторым фразерством, любил эффекты и умел придавать себе вес в глазах других.
В бытность свою в университете Сазонов особенно близко сошёлся со студентами — Н. П. Огарёвым, А. И. Герценом, Н. М. Сатиным, с которыми сблизила его общность идей и единство стремлений.
В этом кружке, заслужившем потом громкую известность, Сазонов также пользовался репутацией человека даровитого, весьма образованного, одаренного умом чрезвычайно оригинальным.
Но в отношениях к товарищам он был всегда несколько высокомерен, почему они его больше уважали, чем любили.
По приговору, произнесенному 31 марта 1835 года над некоторыми либеральными членами герценовского кружка, арестованными на студенческой пирушке летом 1834 года, многие из его товарищей были сосланы.
Сазонов остался на свободе лишь по неимению против него явных улик.
Согласно желанию своей матери, он уехал в Италию.
В 1835 году вернулся в Москву и, не найдя здесь прежних товарищей, очутился совершенно одиноким.
Пожив недолго в Москве, он соскучился и уехал в Петербург, но не ужившись и здесь, в начале 1840-х годов, уехал окончательно за границу, положив таким образом, вместе с М. А. Бакуниным, начало активной русской эмиграции.
Сазонов жил, по большей части, в Париже.
По словам А.И. Герцена, Сазонов проводил время среди разных проходимцев и мелких журналистов.
Как человек обеспеченный, Сазонов жил совершенно праздно, бесплодно тратя свои силы и недюжинные знания в спорах с членами различных политических либеральных кружков.
Не имея никакого определённого дела, он кончил тем, что пустился в кутежи, и, в конце концов, несмотря на свои огромные средства, стал постоянно нуждаться в деньгах и принужден был жить в кредит. 
В 1848 году участвовал во Французской революции.
В 1850 году отказался вернуться по требованию царского правительства и по «Высочайше утвержденному 14 декабря 1850 года мнению Государственного Совета» согласно приговору Сената, лишен всех прав состояния и признан навсегда изгнанным из отечества. Его имение было конфисковано.
Переписывался с К. Марксом, испытал его влияние, но остался утопическим социалистом.
В 1858 году просил Государя о помиловании и дозволении ему возвратиться в отечество.
Просьба была уважена, и ему было разрешено возвратиться в Россию, причем Государь даровал ему и детям его, прижитым уже после осуждения, утраченные права потомственного дворянства.
Между тем, уже на возвратном пути в Россию, Сазонов умер 5 (17) ноября 1862 года в Женеве (где и погребен), «не исполнив, по словам Герцена, ни одной надежды из тех, которые возлагали на него друзья».

## Публицистическая деятельность
Ещё учась в университете, напечатал свою статью «Об исторических трудах Миллера».
Занимал одно из первых мест в редакции газеты «Народная трибуна» («La tribune des peuples») А. Мицкевича
В 1849 году, по ходатайству Герцена, Сазонову было предложено ведение иностранного отдела в редакции «Голос народа», («Voix du peuple») Ж. Прудона.
В 1850 году работал в газете «Реформа», выходившей под главным редакторством Ламеннэ.
Во всех этих журналах проработал весьма недолго, так как по своему характеру был неуживчив и не привык к правильной работе.
В 1854 году во время Крымской войны анонимно издал в Париже на французском языке политический памфлет «Правда об императоре Николае» и в Вольной русской типографии в Лондоне брошюру «Родной голос на чужбине», обращенную к русским военнопленным во Франции, в которой выдвигал требования свержения самодержавия, отмены крепостного права, предоставления независимости Польше.
В 1854 и 1855 годах сотрудничал с «Athenaeum Francais», где поместил переводы двух стихотворений Пушкина: «Сказка о золотой рыбке» и «Три ключа».
В статье «Место России на всемирной выставке в Париже» Сазонов пытался философски осмыслить исторические судьбы России.
Сазонов признавал закономерность смены капитализма социализмом в западноевропейских странах, но для России считал возможным непосредственный переход к социализму через некапиталистический путь развития.
Сазонов помещал критические и политико-экономические статьи и в русских повременных изданиях: в «Отечественных Записках» 1856—1857 годов и «Петербургских Ведомостях», в обоих с псевдонимом Карл Штахель и с псевдонимом Феонатал — в газете «Наше Время».

## Современники о Сазонове
Герцен в главе своих воспоминаний, посвященной Сазонову, рисует его как человека, который совершенно бесплодно растратил свои силы и энергию среди различных партий, стараясь разделять их эксцентричные планы и несбыточные надежды, и, «затертый разными разностями на чужбине, пропал, как солдат, взятый в плен в первом сражении и никогда не возвращавшийся домой».

## Семья
Николай Иванович происходил из дворянского рода Сазоновых Рязанской губернии.
У Николая Ивановича и Варвары Иосифовны Сазоновых в Париже один за другим рождаются дети-погодки: Иван — в 1856, Александр — в 1857, Лев — в 1858, Мария — в 1859, Варвара в Женеве — в 1861 годах.